# Ministério das Obras Públicas, Transportes e Comunicações
O Ministério das Obras Públicas, Transportes e Comunicações (MOPTC) foi um departamento do Governo de Portugal, que tinha como missão definir, coordenar e executar a política nacional nos domínios da construção e obras públicas, dos transportes aéreos, fluviais, marítimos e terrestres e das comunicações.

## História
O actual MOPTC tem origem no Ministério das Obras Públicas, Comércio e Indústria, criado em 1852. A sua cronologia histórica é a seguinte:

1852 - Criação do Ministério das Obras Públicas, Comércio e Indústria (MOPCI), responsável, não só pelos sectores das obras públicas, transportes terrestres e comunicações, mas também pelos assuntos económicos (Comércio, Indústria e Agricultura). O engenheiro militar Fontes Pereira de Melo torna-se o primeiro titular do ministério, iniciando uma política de obras públicas em larga escala que ficará conhecida como "Fontismo";

1910 - Na sequência do golpe republicano de 5 de outubro, o MOPCI passa a designar-se "Ministério do Fomento", mantendo as mesmas atribuições;

1917 - Os setores dos transportes terrestres e comunicações passam para a responsabilidade do novo Ministério do Trabalho e Previdência Social. O Ministério do Fomento passa a designar-se Ministério do Comércio, mantendo a responsabilidade sobre o setor das obras públicas;

1919 - A responsabilidade pelos transportes e comunicações volta ao Ministério das Comunicações, que passa a designar-se "Ministério do Comércio e Comunicações";

1932 - Os setores das obras públicas, transportes terrestres, transportes aéreos e comunicações autonomizam-se, passando para a responsabilidade do novo Ministério das Obras Públicas e Comunicações (MOPC);

1946 - O MOPC divide-se em dois: o Ministério das Obras Públicas - responsável pelas obras públicas - e o Ministério das Comunicações - responsável pelos transportes terrestres, transportes aéreos e comunicações;

1974 - Os ministérios das Obras Públicas e das Comunicações são reunificados, dando origem ao Ministério do Equipamento Social e Ambiente (MESA) que fica também com a tutela do setor da marinha mercante, como consequência da extinção do Ministério da Marinha;

1975 - O MESA subdivide-se no Ministério do Equipamento Social (MES) e no Ministério dos Transportes e Comunicações (MTC);

1976 - O MES subdivide-se no Ministério das Obras Públicas (MOP) e no Ministério da Habitação, Urbanismo e Construção (MHUC);

1978 - O MOP e o MHUC refundem-se, dando origem ao Ministério da Habitação e Obras Públicas (MHOP);

1981 - O MOPH e o MTC fundem-se, dando origem ao Ministério da Habitação, Obras Públicas e Transportes (MHOPT);

1983 - É criado o Ministério do Mar que assume a tutela da marinha mercante. O MHOPC passa a designar-se "Ministério do Equipamento Social (MES)";

1985 - O MES passa a designar-se "Ministério das Obras Públicas, Transportes e Comunicações (MOPTC), reassumindo a tutela do setor da marinha mercante, em virtude da extinção do Ministério do Mar;

1991 - É restaurado o Ministério do Mar, novamente com tutela sobre a marinha mercante;

1995 - O MOPTC volta a designar-se "Ministério do Equipamento Social (MES)", reassumindo a tutela da marinha mercante em virtude da nova extinção do Ministério do Mar;

1996 - O MES funde-se com o Ministério do Planeamento e da Administração do Território, dando origem ao Ministério do Equipamento, do Planeamento e da Administração do Território (MEPAT);

1999 - O MEPAT volta a subdividir-se no Ministério do Equipamento Social (MES) e no Ministério do Planeamento;

2002 - O MES passa a designar-se "Ministério das Obras Públicas, Transportes e Habitação (MOPTH)";

2004 - O MOPTH volta a designar-se "Ministério das Obras Públicas, Transportes e Comunicações".

2011 - É extinto o Ministério das Obras Públicas, Transportes e Comunicações e é recriado na Secretaria de Estado das Obras Públicas, dos Transportes e das Comunicações sob a tutela do Ministério da Economia e do Emprego.

2013 - A Secretaria de Estado passa-se a denominar de Secretaria de Estado das Infraestruturas, Transportes e Comunicações já sob a tutela do Ministério da Economia na remodelação governamental de 26 de Julho de 2013.

## Organização
O MOPTC estrutura-se do seguinte modo:
- Ministro das Obras Públicas, Transportes e Comunicações
  - Secretário de Estado adjunto, das Obras Públicas e Comunicações
  - Secretária de Estado dos Transportes
  - Serviços da administração direta do Estado:
    - Gabinete de Planeamento Estratégico e Relações Internacionais
    - Inspeção-Geral das Obras Públicas, Transportes e Comunicações
    - Secretaria-Geral

  - Organismos da administração indireta do Estado:
    - Instituto da Construção e do Imobiliário, IP
    - Instituto Nacional de Aviação Civil, IP
    - Instituto Portuário e dos Transportes Marítimos, IP
    - Instituo da Mobilidade e dos Transportes Terrestres, IP
    - Instituto de Infrestruturas Rodoviárias, IP
    - Laboratório Nacional de Engenharia Civil, IP

  - Entidade administrativa independente:
    - Autoridade Nacional de Comunicações (ANACOM)

  - Orgão consultivo:
    - Conselho consultivo das Obras Públicas, Transportes e Comunicações

  - Outras estruturas:
    - Gabinete de Prevenção e Investigação de Acidentes com Aeronaves
    - Gabinete de Investigação de Segurança e de Acidentes Ferroviários
    - comissão Técnica do Registo Internacional de Navios da Madeira